# Triumph Italia
Triumph Italia 2000 Coupé er en sportsvogn, der blev produceret mellem 1959 og 1962, og der blev fremstillet 330 eksemplarer. Bilen blev designet af Giovanni Michelotti, med chassis og mekaniske komponenter fra Triumph TR3 som kom fra Triumph Motor Company i England. Den blev bygget af Alfredo Vignale i Torino, Italien.